# Birds of Peace
Birds of Peace é uma música da banda estoniana Vanilla Ninja. Originalmente foi lançada no álbum Vanilla Ninja, e posteriormente lançada na versão latino-americana do álbum Love is War. O single foi lançado em 2008 após a participação da banda no XLIX Festival Internacional de la Canción de Viña del Mar, no qual a banda representou seu país com "Birds of Peace".

## Desempenho nas paradas musicais
| Parada  | Melhor posição |
| ------- | -------------- |
| Estónia | 3              |